# ریجو اوبوچی
ریجو اوبوچی (ژاپنی: 大渕 来珠؛ زادهٔ ۲۱ ژوئیهٔ ۲۰۰۳) یک بازیکن فوتبال اهل ژاپن است.
از باشگاه‌هایی که در آن بازی کرده‌است می‌توان به باشگاه فوتبال سرزو اوساکا اشاره کرد.